# Haruichi Furudate
Haruichi Furudate (古舘 春一 Furudate Haruichi?, 7 de marzo de 1983) es un mangaka japonés, conocido por crear Haikyū!!.

## Biografía
Furudate nació el 7 de marzo de 1983 en Karumai, Iwate. Después de terminar el instituto, asistió a la Escuela de Diseño de Sendai, en la prefectura de Miyagi.  En 2008, Furudate escribió el one shot King Kid, que obtuvo una mención honorífica en el Premio Jump Treasure al «Manga revelación». En 2010, Furudate publicó su primera serie en Weekly Shōnen Jump, Philosophy School, Yotsuya Sensei's Ghost Stories.
Al año siguiente, Furudate escribió Haikyū!! comenzando con dos one shots que se publicaron en Jump NEXT! y Weekly Shōnen Jump en enero y abril de 2011, respectivamente. Los one shots se convirtieron posteriormente en una serie, que comenzó a serializarse en Weekly Shōnen Jump el 20 de febrero de 2012. La serie finalizó el 20 de julio de 2020. Mientras la serie se serializaba, fue galardonada en el Shogakukan Manga Awards en la categoría shōnen y se situó entre las tres mejores series de manga para el Sugoi Japan Awards 2015. En 2020, la serie estuvo entre los cinco mangas más vendidos en Japón, con más de siete millones de copias vendidas.

## Influencias
Furudate fue miembro de un club de voleibol durante la secundaria y el bachillerato. Furudate solía ir a la escuela solo para participar en las actividades del club, a pesar de tener un rendimiento inferior a la media en las clases.

## Obras
- King Kid (王様キッド Ousama Kid?) (One-shot) (2008)[5]
- Philosophy School, Yotsuya Sensei's Ghost Stories (诡弁学派、四ッ谷先生の怪谈 Kiben Gakuha, Yotsuya Senpai no Kaidan?) (serializado en Weekly Shōnen Jump) (2010)[5]
- Haikyū!! (ハイキュー!!?) (serializado en Weekly Shōnen Jump) (2012–2020)[5]